# Adhemarius
Genre
Le genre Adhemarius regroupe des lépidoptères (papillons) de la famille des Sphingidae, de la sous-famille des Smerinthinae, de la tribu des Ambulycini.

## Répartition
Le genre se rencontre sur la totalité du continent américain, par exemple dans les forêts humides de Colombie, du Brésil, du Paraguay. 
Il se reproduit deux fois par an, et il est plus nombreux en février, juillet et aout. Mâles et femelles se distinguent par la couleur des ailes inférieures : beige, comme le reste de son corps, pour la femelle, et terre de Sienne pour le mâle. 

## Systématique
Le  genre Adhemarius a été décrit par l'entomologiste brésilien José Oiticica, en 1939. Il a également été classé par Rudolf Felder en 1874.
- L'espèce type pour le genre est Adhemarius gannascus (Stoll, 1790).

## Taxonomie
Liste des espèces
- Adhemarius blanchardorum (Hodges, 1985)
- Adhemarius daphne daphne (Boisduval, 1875)

Adhemarius daphne interrupta (Closs, 1915)
Adhemarius daphne cubanus (Rothschild & Jordan, 1908)
- Adhemarius dariensis (Rothschild & Jordan, 1903)
- Adhemarius dentoni (Clark, 1916)
- Adhemarius donysa (Druce, 1889)
- Adhemarius eurysthenes (R. Felder, [1874])
- Adhemarius gagarini (Zikán, 1935)
- Adhemarius gannascus (Stoll, 1790)
- Adhemarius germanus (Zikán, 1934)
- Adhemarius globifer (Dyar, 1913)
- Adhemarius jamaicensis (Rothschild & Jordan, 1915)
- Adhemarius mexicanus Balcázar & Beutelspacher, 2001
- Adhemarius palmeri (Boisduval, [1875])
- Adhemarius roessleri Eitschberger, 2002
- Adhemarius sexoculata (Grote, 1867)
- Adhemarius tigrina (R. Felder, [1874])
- Adhemarius ypsilon (Rothschild & Jordan, 1903)

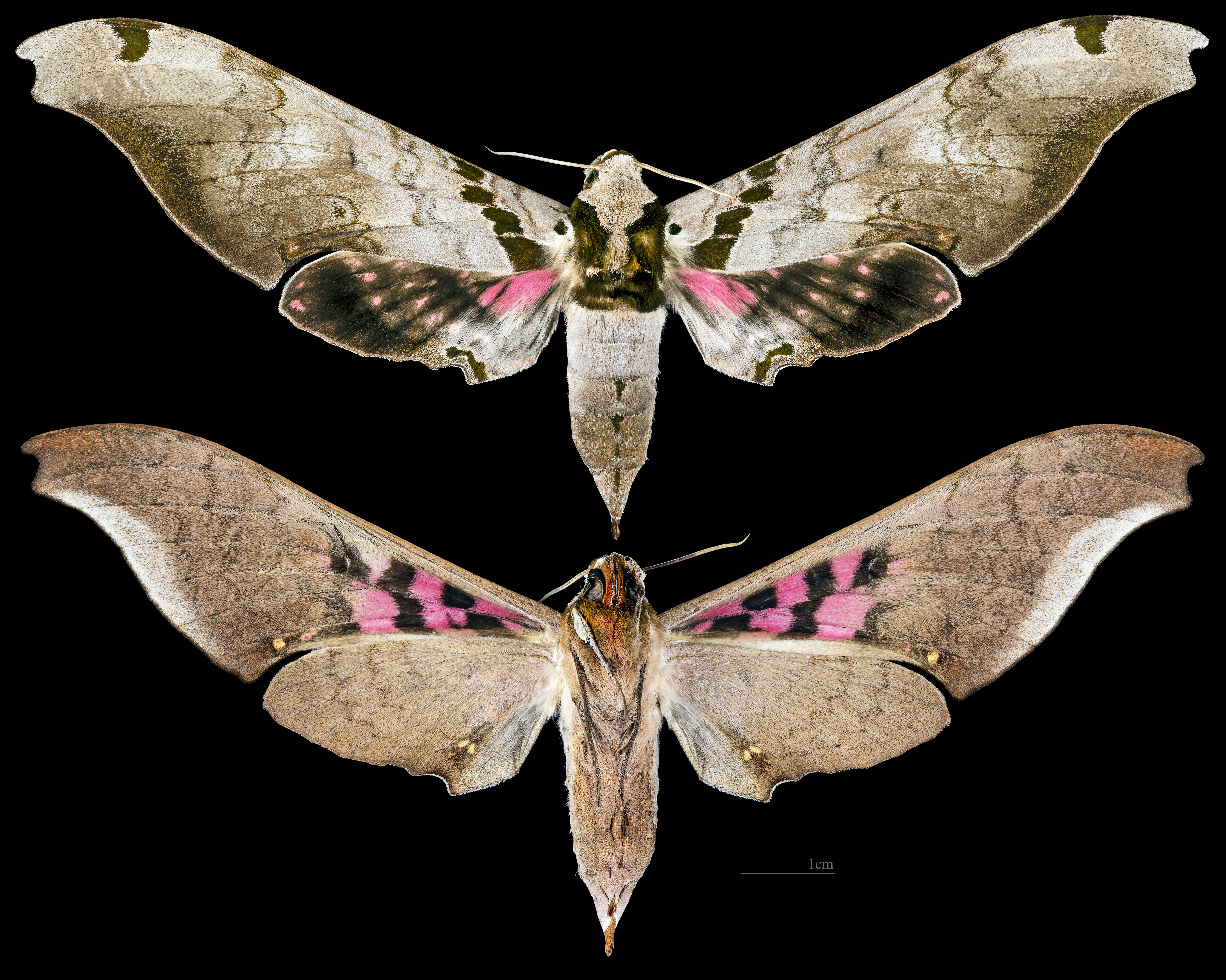
Adhemarius dentoni - MHNT
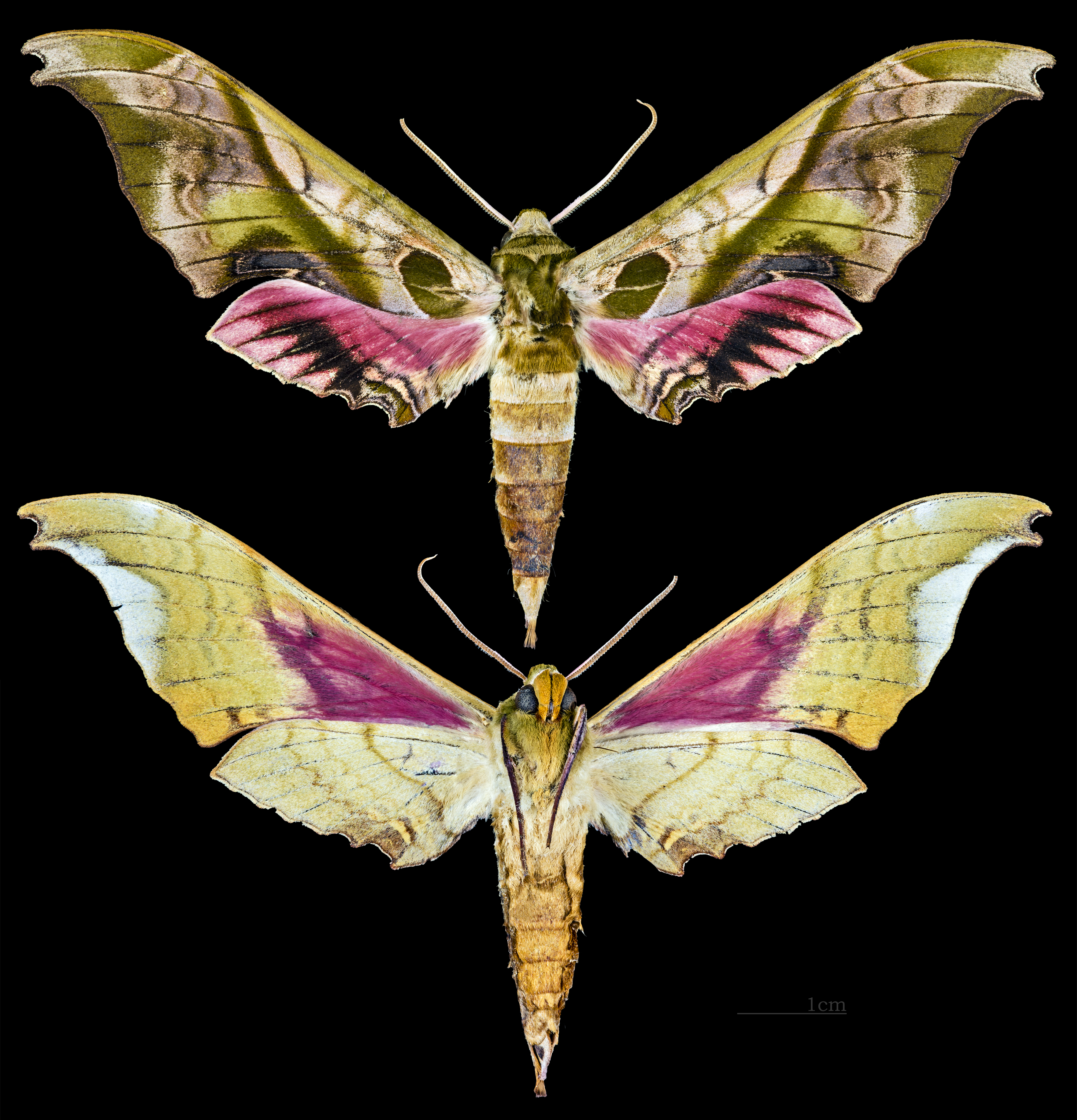
Adhemarius donysa - MHNT
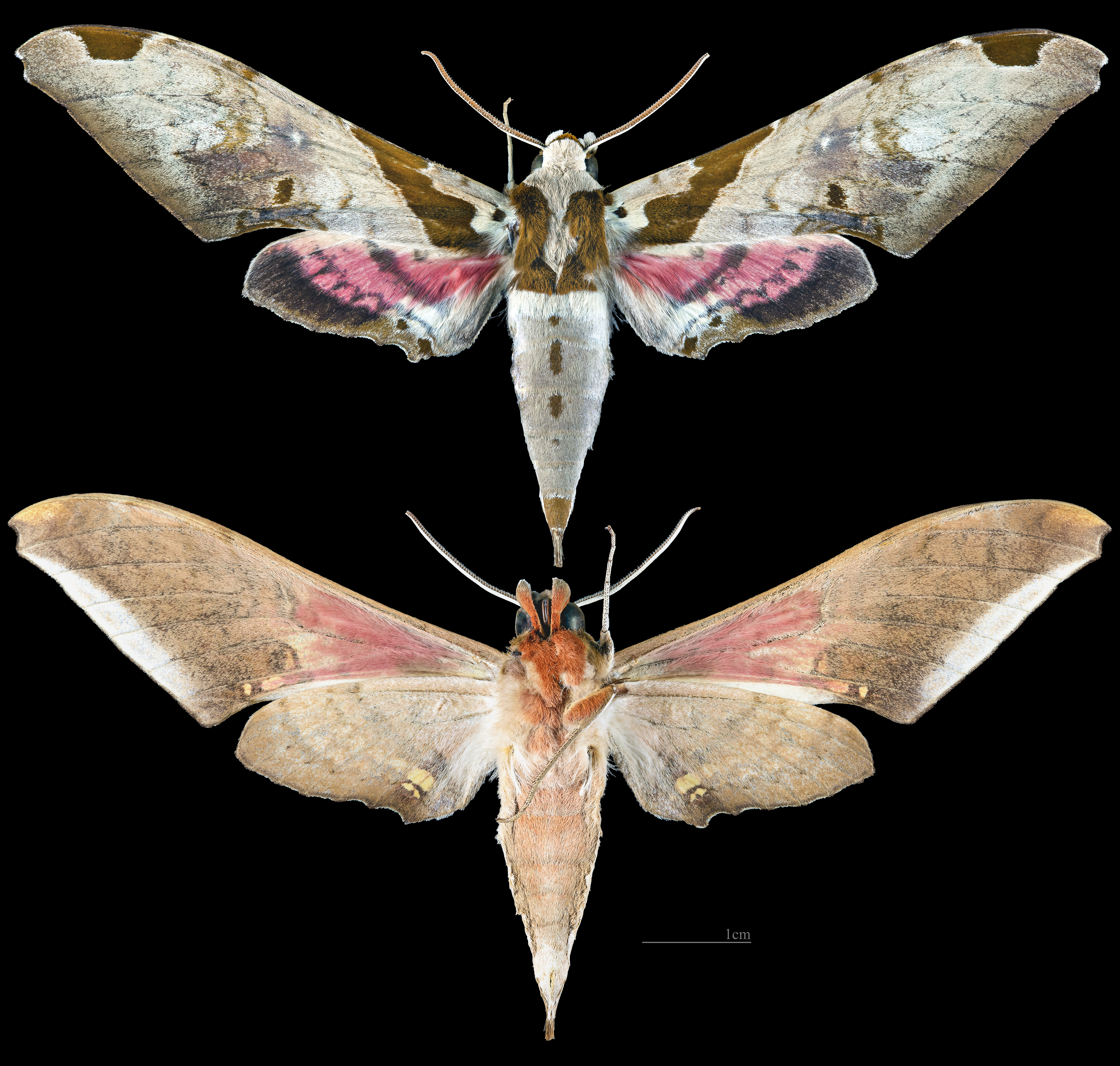
Adhemarius eurysthenes
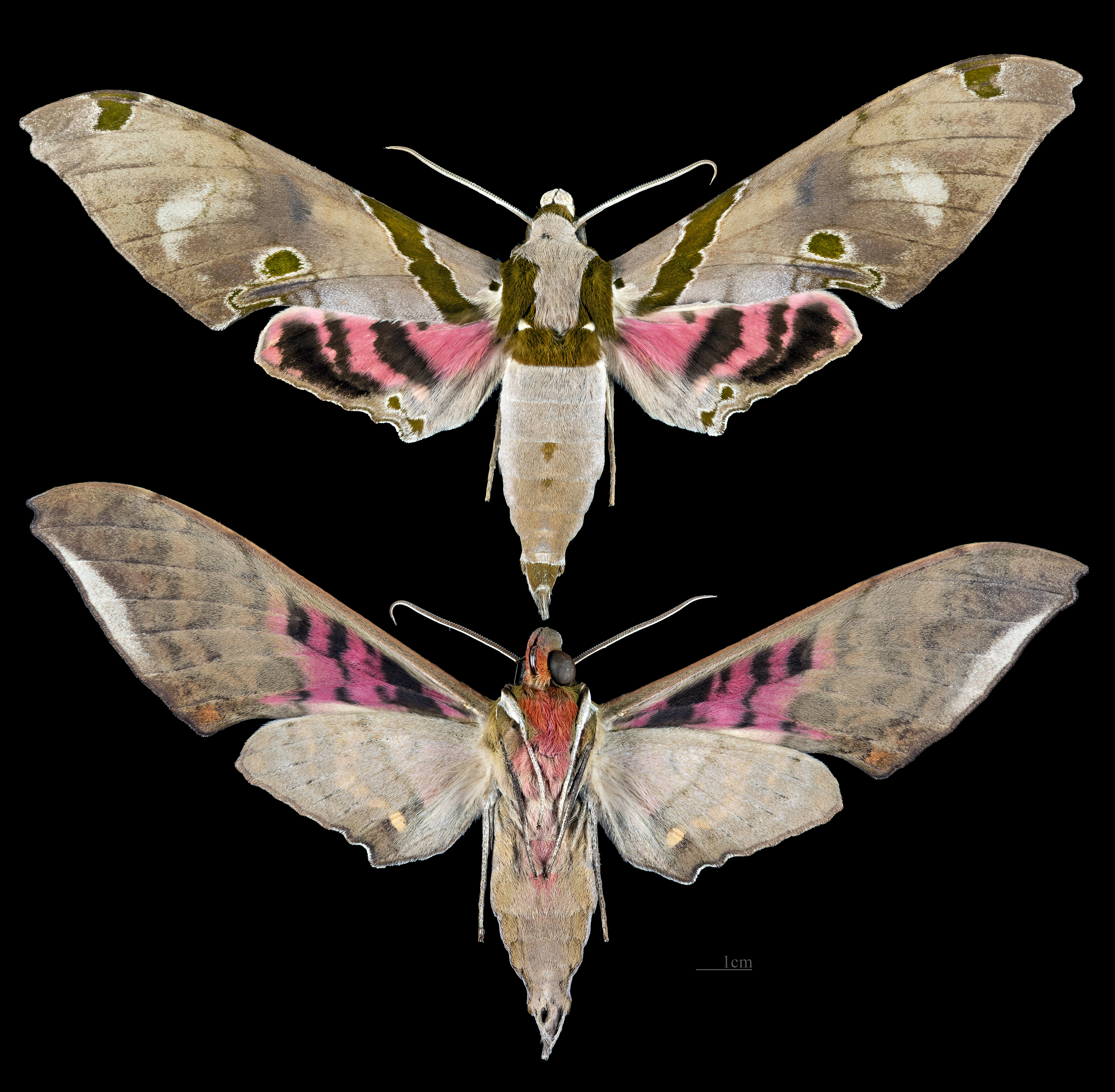
Adhemarius gagarini - MHNT
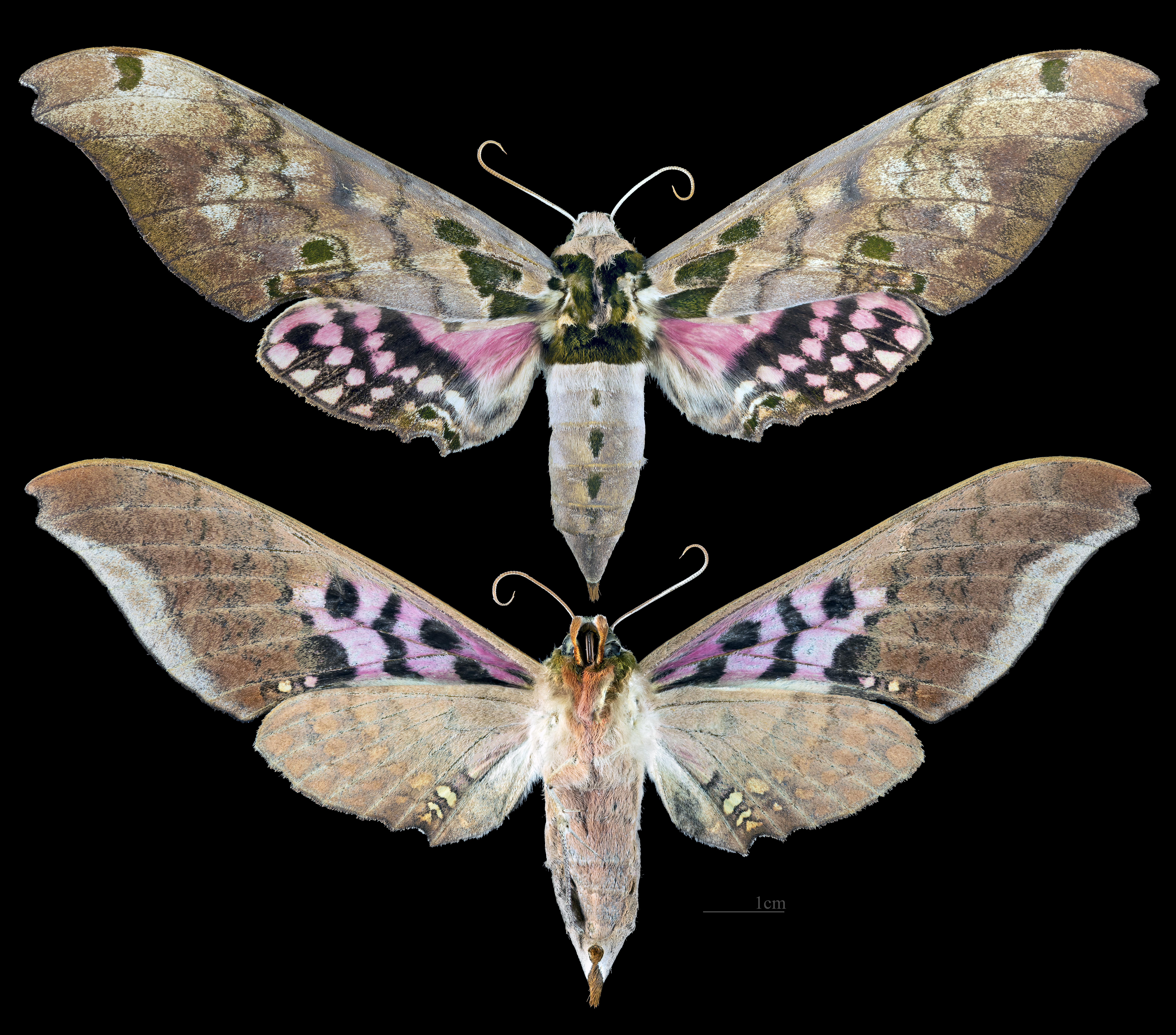
Adhemarius gannascus - MHNT
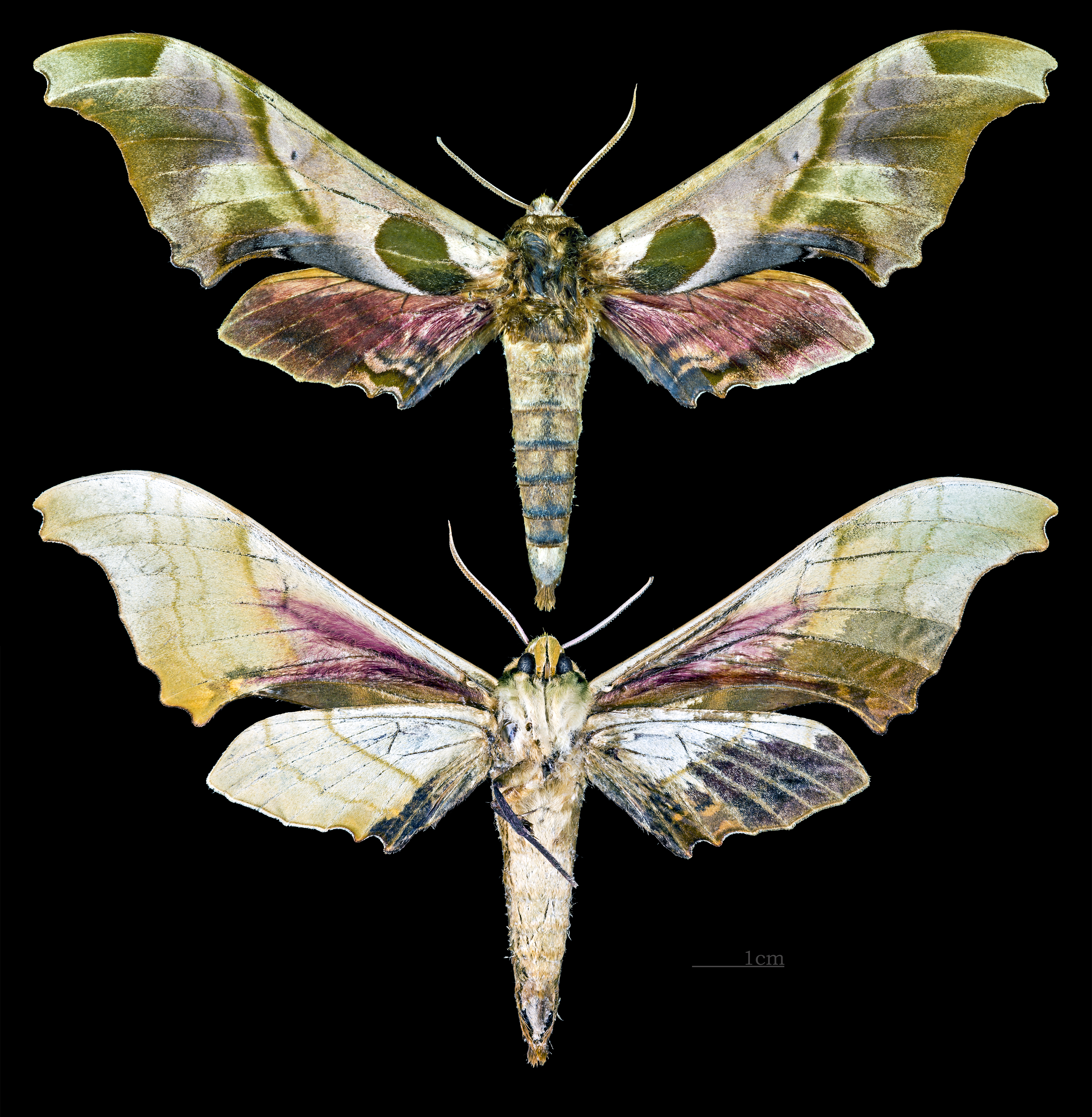
Adhemarius globifer - MHNT
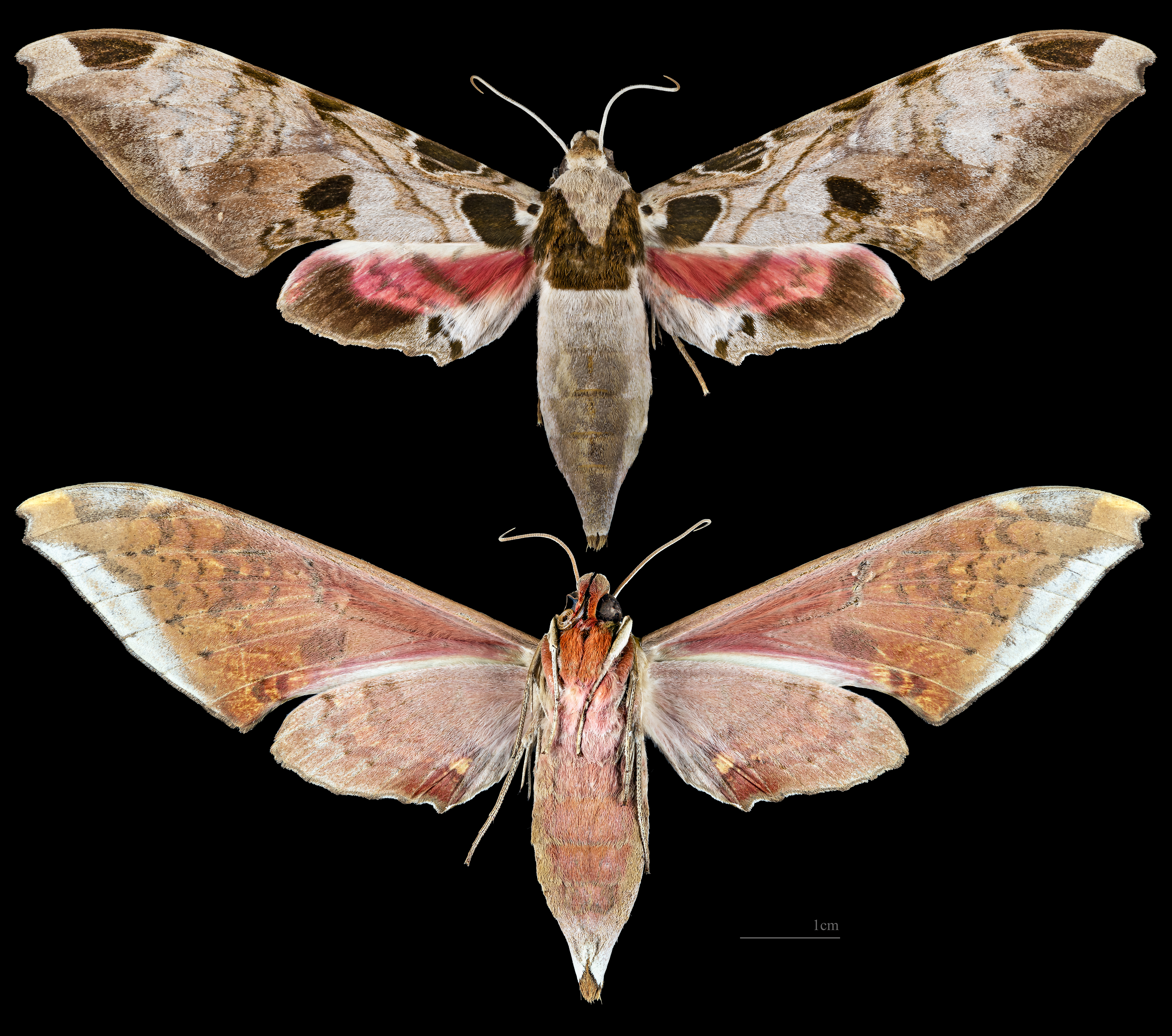
Adhemarius palmeri - MHNT
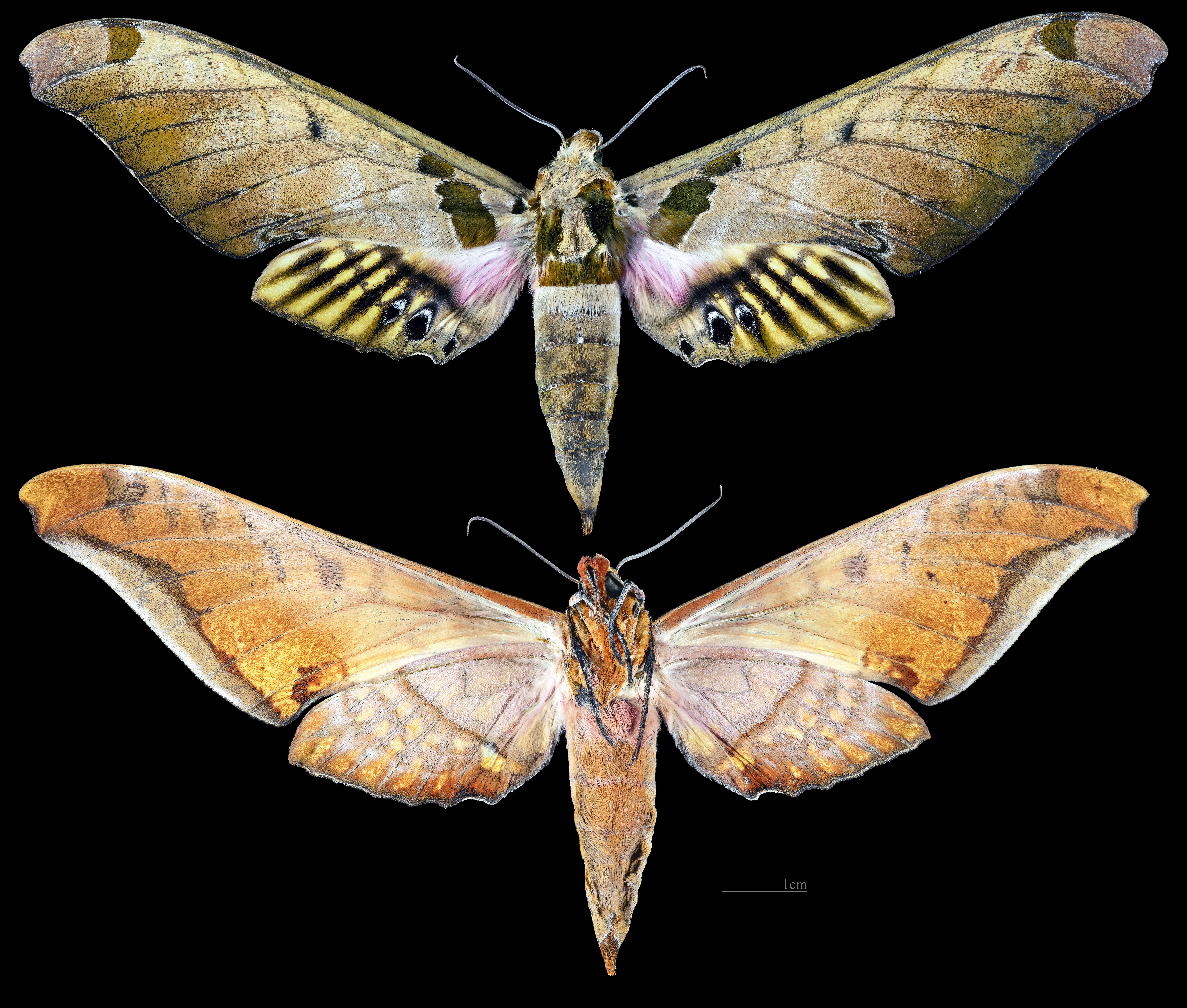
Adhemarius sexoculata
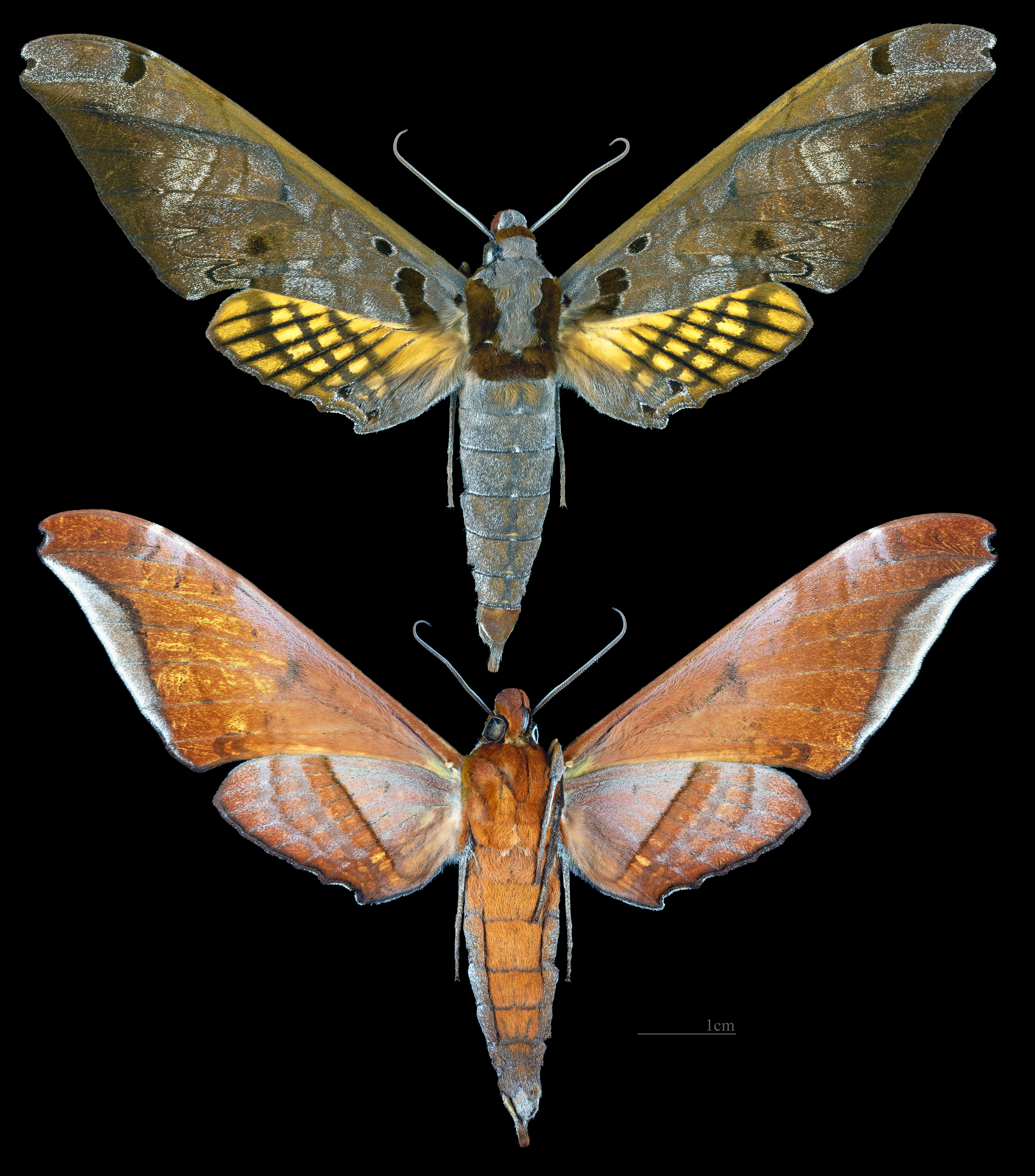
Adhemarius tigrina  - MHNT
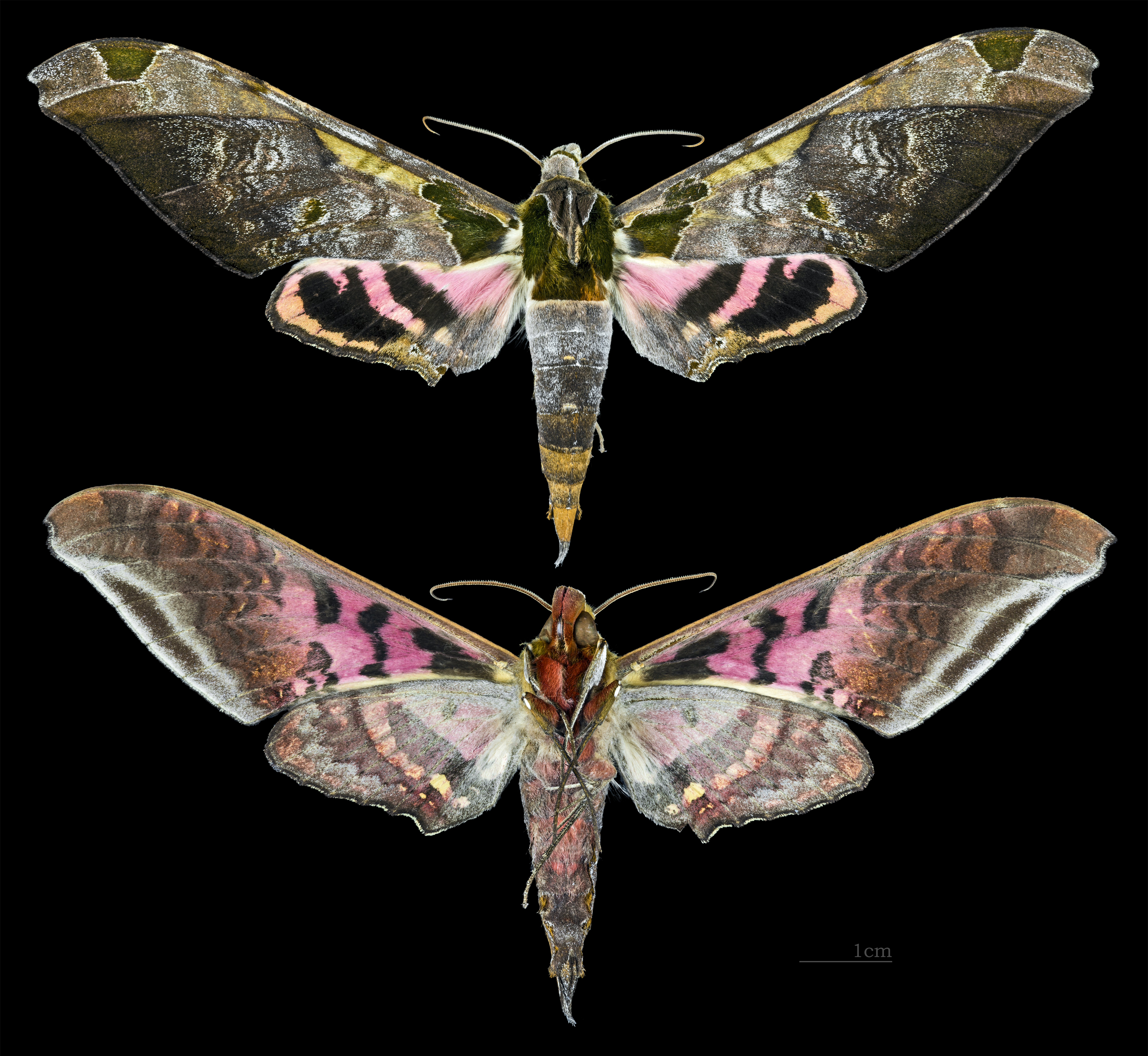
Adhemarius ypsilon - MHNT